# Akseli Keskinen
Akseli Keskinen (21 de julio de 1999) es un deportista finlandés que compite en vela en la clase Nacra 17.
Ganó una medalla de bronce en el Campeonato Mundial de Nacra 17 de 2022 y una medalla de plata en el Campeonato Europeo de Nacra 17 de 2022.

## Palmarés internacional
| \| Campeonato Mundial \| Campeonato Mundial \| Campeonato Mundial \| Campeonato Mundial \| \| Año \| Lugar \| Medalla \| Clase \| \| ------------------ \| -------------------------- \| ------------------ \| ------------------ \| \| 2022 \| St. Margarets Bay (Canadá) \| Medalla de bronce \| Nacra 17 \| \| Campeonato Europeo \| \| \| \| \| Año \| Lugar \| Medalla \| Clase \| \| 2022 \| Aarhus (Dinamarca) \| Medalla de plata \| Nacra 17 \| |                            |                   |          |
| Campeonato Mundial |                            |                   |          |
| Año | Lugar                      | Medalla           | Clase    |
| 2022 | St. Margarets Bay (Canadá) | Medalla de bronce | Nacra 17 |
| Campeonato Europeo |                            |                   |          |
| Año | Lugar                      | Medalla           | Clase    |
| 2022 | Aarhus (Dinamarca)         | Medalla de plata  | Nacra 17 |